# Giorgio Cavazzano
Giorgio Cavazzano est un auteur et dessinateur de bande dessinée né à Venise en Italie le 19 octobre 1947.
Il a tout d'abord travaillé comme encreur pour Romano Scarpa sur des histoires Disney, puis a dessiné ses propres histoires de Donald ou Mickey.
Dans les années 1970, grâce à son trait rond, dynamique et épuré, il est le premier dessinateur Disney qui s'affranchit des règles graphiques strictes en vigueur jusque-là, inspirant toute une génération de dessinateurs italiens.
Giorgio Cavazzano a également dessiné Pif le chien et Hercule avec son ami scénariste François Corteggiani.

## Biographie
- 1961 à 1972 :  dès l’âge de 14 ans, il encre les dessins de Romano Scarpa
- 1966 : premières histoires dessinées pour Walt Disney Company Italia.
- 1987 : avec son complice François Corteggiani, il crée les aventures de Timothée Titan pour Le Journal de Mickey : Rendez-vous sur Proctor V. Deux autres aventures paraîtrons par la suite dans Pif Gadget : L’Avaleur d’étoiles et La Planète noire.
- 2004 : publication de l'album Spiderman et le Secret du verre mettant en scène le célèbre tisseur de toiles à Venise.
- 2005 : Invité d'honneur du festival d'Angoulême en compagnie de Keno Don Rosa, dans de cadre de l'exposition « Picsou » organisée par Disney et Hachette.

Il est ausi le dessinateur de la série Silas Finn (scénario de François Corteggiani) dans Super As.

## Récompenses et distinctions
- 1992 :  Prix Yellow-Kid de l'auteur italien, pour l'ensemble de son œuvre